# Mia Krampl

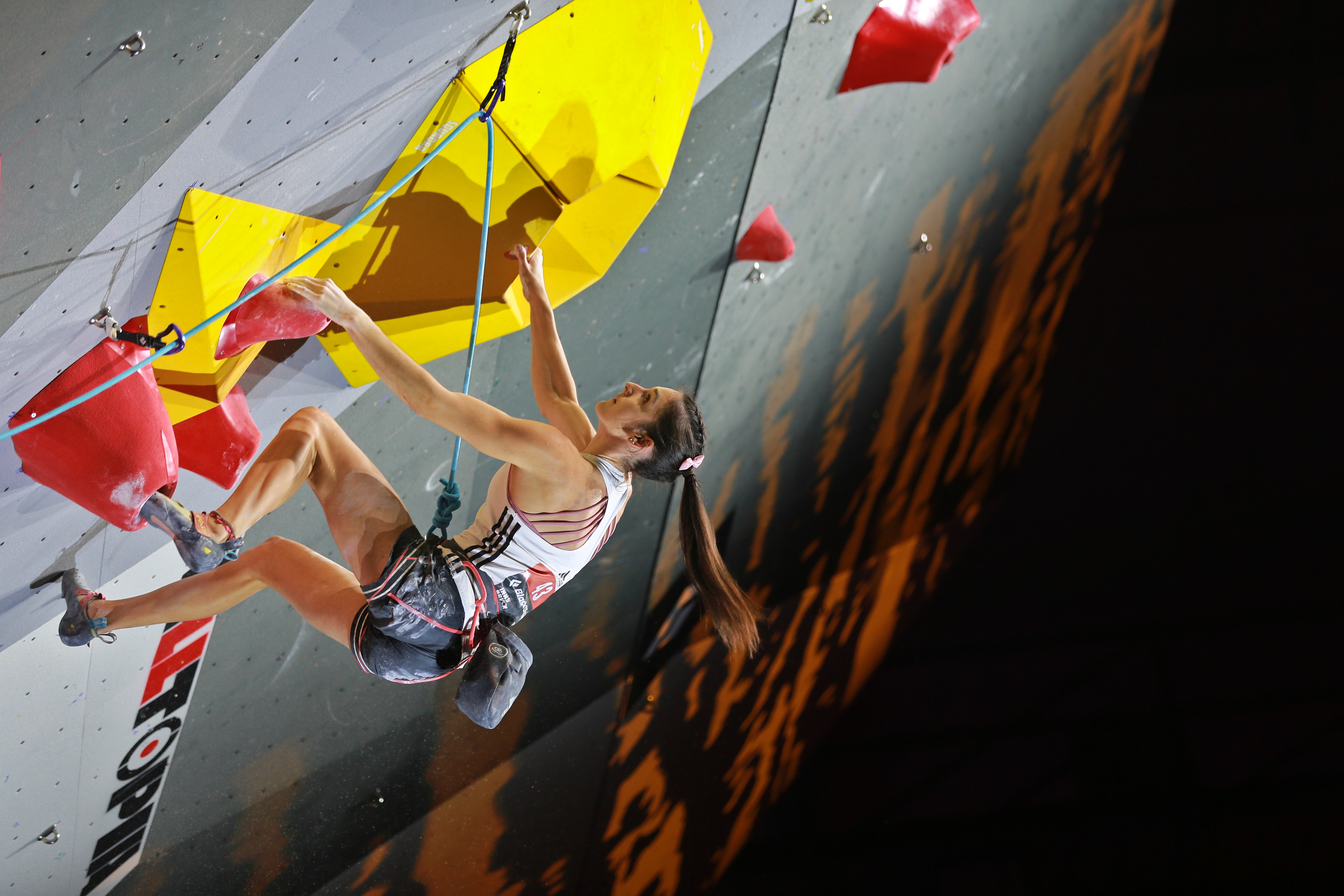
MŚ 2019 Hachiōji. Mia Krampl na ścianie wspinaczkowej w prowadzeniu.

Mia Krampl (ur. 21 lipca 2000 w Kranju) – słoweńska wspinaczka sportowa. Specjalizuje się w boulderingu, prowadzeniu oraz we wspinaczce łącznej, wicemistrzyni świata w prowadzeniu z 2019 roku.

## Kariera
W 2019 w japońskim Hachiōji zdobyła srebrny medal mistrzostw świata w we wspinaczce sportowej w konkurencji  prowadzenie.
Uczestniczka i medalistka prestiżowych, elitarnych zawodów wspinaczkowych Rock Master we włoskim Arco, gdzie zdobyła złoty medal w 2019.
W 2019 w Tuluzie na światowych kwalifikacjach do igrzysk olimpijskich wywalczyła kwalifikacje na IO 2020 w Tokio.

## Osiągnięcia

### Mistrzostwa świata
| Konkurencje        | 2018 | 2019  |
| Bouldering         | 33   | 17-18 |
| Prowadzenie        | 67   | 2     |
| Wspinaczka na czas | 71   | –     |
| Wspinaczka łączna  | 18   | 14    |

### Mistrzostwa Europy
| Konkurencje        | 2017 | 2019 |
| Bouldering         | —    | —    |
| Prowadzenie        | 15   | 11   |
| Wspinaczka na czas | —    | —    |
| Wspinaczka łączna  | —    | —    |

### Rock Master
| Konkurencje | 2019 |
| Prowadzenie | –    |
| Duel        | 1    |